# قصه شب یلدا
قصه شب یلدا فیلمی به کارگردانی و نویسندگی ساموئل خاچیکیان محصول سال ۱۳۴۹ است.

## خلاصه داستان
مرد جوانی دختر دلخواهش را پیدا می‌کند اما سر راه ازدواج آن‌ها مشکلاتی وجود دارد که منجر به خودکشی دختر می‌شود. جوان به موقع دختر را نجات می‌دهد و آن دو پس از یک سلسله ماجرا سرانجام با هم ازدواج می‌کنند.

## بازیگران
- عبدالله بوتیمار
- شهین خلیلی
- شیلا
- حمیده خیرآبادی
- لی‌لی
- آرمان
- احمد معینی